# Claire McCaskill
Claire McCaskill (født 24. juli 1953) er en amerikansk politiker for Det demokratiske parti. Hun har repræsenteret Missouri i USA's senat fra 3. januar 2007, efter at have vundet over republikaneren Jim Talent i valget i 2006. Hun overlod embedet i 2019 til Josh Hawley.
3. august 2004 vandt McCaskill primærvalget mod den siddende demokratiske guvernør i Missouri, Bob Holden, men tabte 2. november samme år det egentlige valg mod den republikanske kandidat Matt Blunt med 47,9 mod 50,8 % af stemmerne.